# Eustathios (Philosoph)
Eustathios (* wohl Ende des 3. Jahrhunderts; † nach 362) war ein spätantiker Philosoph der neuplatonischen Richtung. Er wird mitunter nach seiner Herkunftsregion Eustathios von Kappadokien genannt.

## Leben
Eustathios stammte aus Kappadokien; er war ein Verwandter des Philosophen Aidesios. Beide erhielten ihre philosophische Ausbildung in Syrien in der Schule des berühmten Neuplatonikers Iamblichos, die sich sehr wahrscheinlich in Apameia am Orontes befand. Iamblichos widmete eine Schrift über die Musik einem Eustathios, bei dem es sich möglicherweise um den Kappadokier dieses Namens handelt. Nach dem Tod des Iamblichos (um 320/325) blieb Aidesios noch einige Zeit in Syrien und zog sich dann in seine kappadokische Heimat zurück. Später vertraute er seine kappadokischen Güter Eustathios an und gründete in Pergamon eine eigene Philosophenschule.
Obwohl Eustathios kein Christ war, genoss er das Vertrauen des Kaisers Constantius II., der ihn im Jahr 358 zusammen mit einem weiteren zivilen Diplomaten und einem Offizier als Gesandten nach Ktesiphon zum Perserkönig Schapur II. schickte. Eustathios verdankte diesen Auftrag seiner außergewöhnlichen rednerischen Begabung und einer Empfehlung des praefectus praetorio Orientis Musonianus. Das Ziel der diplomatischen Bemühungen war, Schapur von seinen Gebietsforderungen und seiner Angriffsdrohung abzubringen. Eustathios soll den König durch sein Auftreten tief beeindruckt haben, doch blieb die Gesandtschaft erfolglos. Nach langem Aufenthalt in Ktesiphon kehrten die Gesandten zurück.
Eustathios war mit der Philosophin Sosipatra verheiratet, mit der er drei Söhne hatte. Einer der Söhne namens Antoninos lebte später in Kanopus in Ägypten; er soll die Zerstörung des Serapeums von Alexandria, die nach seinem Tod im Jahr 391 erfolgte, vorausgesagt haben.
Nach einiger Zeit – jedenfalls vor der Jahrhundertmitte – übersiedelte Sosipatra nach Pergamon und begann dort Philosophieunterricht zu erteilen; Aidesios, mit dem sie befreundet war, kümmerte sich um die Erziehung ihrer drei Söhne. In der älteren Forschung wurde angenommen, dass dies nach dem Tod des Eustathios geschah, wie eine rätselhafte Stelle im Werk des Eunapios zu besagen scheint. Da jedoch Eustathios 362 sicher noch am Leben war, wird diese Stelle heute anders gedeutet; offenbar hat Sosipatra ihren Mann mit den Kindern verlassen und sich noch zu seinen Lebzeiten in Pergamon niedergelassen.
Aus einem Brief, den der berühmte Redner Libanios im Winter 355/356 schrieb, geht hervor, dass sich Eustathios kurz zuvor in Antiochia, der Heimatstadt des Libanios, in dessen Umgebung aufgehalten hatte. 359/360 nahm Libanios in einem Brief an Eustathios auf Angriffe Bezug, denen der Philosoph ausgesetzt war.
362 lud Kaiser Julian Eustathios an seinen Hof nach Konstantinopel ein, denn der Kaiser, der selbst Neuplatoniker war, wollte sich mit gleichgesinnten Philosophen umgeben. Eustathios folgte der Einladung, machte aber bald Gesundheitsgründe geltend, um die Erlaubnis zur Heimkehr zu erlangen. Julian stimmte zu und wollte ihm dafür ein Fahrzeug der Staatspost zur Verfügung stellen, doch hatte sich Eustathios bereits zu Fuß auf den Weg gemacht. Darauf Bezug nehmend pries der Philosoph in einem kurzen Schreiben an den Kaiser die Vorzüge des Wanderns gegenüber dem Fahren. Dieser Brief ist die letzte Quelle, in der Eustathios als lebend bezeugt ist. Über den Zeitpunkt und die Umstände seines Todes ist nichts bekannt.

## Werke
Sicher authentisch ist nur Eustathios’ Brief an Kaiser Julian. Ob er philosophische Schriften verfasst hat, ist ungewiss; jedenfalls ist nichts erhalten geblieben. Ein Eustathios ist als Verfasser eines (verlorenen) Kommentars zu den Kategorien des Aristoteles bezeugt; ob es sich bei diesem Autor um den Neuplatoniker Eustathios handelt, ist unklar. Ferner hat ein Rhetor namens Eustathios einen Kommentar zu der Schrift Peri tōn stáseōn des Hermogenes von Tarsos verfasst, von dem nur Fragmente erhalten sind. Dieser Rhetor Eustathios ist möglicherweise mit dem Neuplatoniker identisch, doch bleibt diese Gleichsetzung hypothetisch, zumal der Name Eustathios damals häufig war.